# Gmina Barczewo
Die Gmina Barczewo [barˈʧɛvɔ] ist eine Stadt-und-Land-Gemeinde im Powiat Olsztyński der Woiwodschaft Ermland-Masuren in Polen. Ihr Sitz ist die gleichnamige Stadt (deutsch Wartenburg in Ostpreußen) mit etwa 7500 Einwohnern.

## Geographie

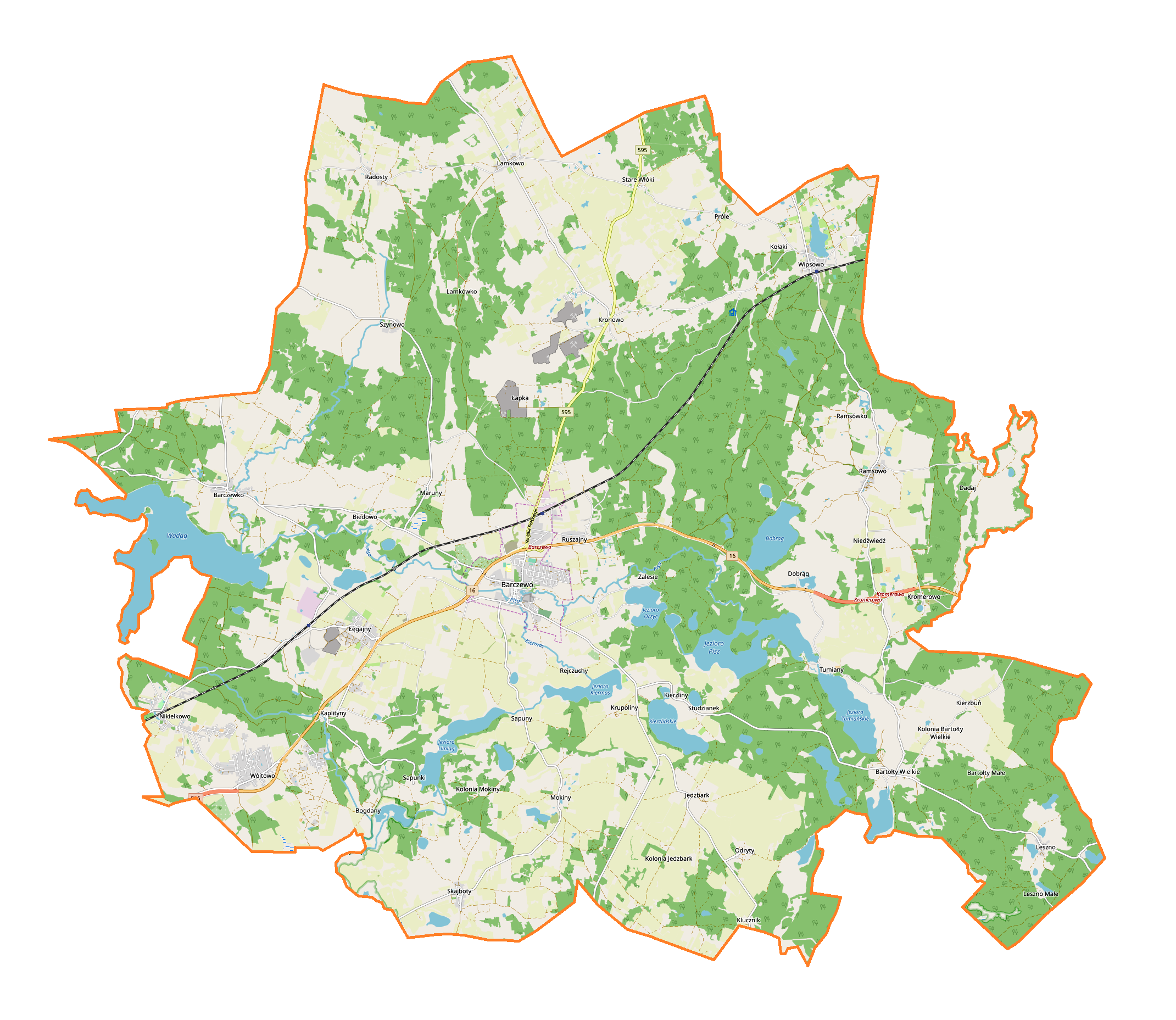
Karte der Gemeinde

Die Gemeinde liegt in der Mitte der Woiwodschaft und grenzt im Südwesten an deren Hauptstadt Olsztyn (Allenstein). Die weiteren Nachbargemeinden sind Dywity im Westen, Jeziorany im Norden, Biskupiec im Osten,
Dźwierzuty im Südosten und Purda im Süden.
Die Gemeinde hat eine Fläche von nahezu 320 km², die zu 52 Prozent land- und zu 31 Prozent forstwirtschaftlich genutzt wird. Ihr Gebiet gehört zur Masurischen Seenplatte. Es gibt zahlreiche Seen. Die Größten sind Wadąg (494 Hektar, Wadangsee) und Pisz (220 Hektar, Kleiner Wadangsee/Pissasee). Die Pisa Warmińska (Pissa) verbindet beide Seen.

## Geschichte
Die Landgemeinde wurde 1973 aus verschiedenen Gromadas neu gebildet. Stadt- und Landgemeinde wurden 1990/1991 zur Stadt-und-Land-Gemeinde zusammengelegt. Ihr Gebiet gehörte von 1946 bis 1998 zur Woiwodschaft Olsztyn in unterschiedlichem Zuschnitt. Der Powiat wurde von 1975 bis 1998 aufgelöst. Zum 1. Januar 1999 kam die Gemeinde zur Woiwodschaft Ermland-Masuren und wieder zum Powiat Olsztyński.
Die Gemeinde ist eine Partnerschaften mit der niedersächsischen Gemeinde Hagen am Teutoburger Wald eingegangen.

## Gliederung
Zur Stadt-und-Land-Gemeinde Barczewo gehören die Stadt mit drei Siedlungen und 32 Orte(deutsche Namen, amtlich bis 1945) mit einem Schulzenamt (sołectwo):
Barczewo, Siedlungen:
- Nowe Miasto (Neustadt)
- Stare Miasto (Altstadt)
- Domki Jednorodzinne (Einfamilienhäuser)

Dörfer und Schulzenämter:
- Barczewko (Alt Wartenburg)
- Barczewo (Wartenburg i. Ostpr.)
- Bark (Barkeim)
- Bartołty Wielkie (Groß Bartelsdorf)
- Biedowo (Neu Maraunen, 1928–1945 Maraunen)
- Bogdany (Bogdainen)
- Jedzbark (Hirschberg)
- Kaplityny (Kaplitainen)
- Kierzliny (Kirschlainen)
- Kromerowo (Krämersdorf)
- Kronowo (Groß Cronau, 1929–1945 Cronau)
- Lamkowo (Groß Lemkendorf)
- Łapka (Lapkaabfindung)
- Łęgajny (Lengainen)
- Leszno (Groß Leschno, 1938–1945 Leschnau)
- Maruny (Groß Maraunen)
- Mokiny (Mokainen)
- Niedźwiedź (Bärenbruch)
- Nikielkowo (Nickelsdorf)
- Odryty (Odritten)
- Radosty (Ottendorf)
- Ramsowo (Groß Ramsau, 1928–1945 Ramsau)
- Ramsówko (Klein Ramsau)
- Ruszajny (Reuschhagen)
- Skajboty (Skaibotten)
- Stare Włóki (Alt Vierzighuben)
- Szynowo (Schönau)
- Tumiany (Daumen)
- Wipsowo (Wieps)
- Wójtowo (Fittigsdorf)
- Wrócikowo (Robertshof)
- Zalesie (Vorwerkswalde)

Kleinere Orte sind:
- Barczewski Dwór (Klein Wartenburg)
- Bartołty Małe (Klein Bartelsdorf)
- Czerwony Bór (Rothwalde)
- Dąbrówka Mała (Klein Damerau)
- Dadaj (Schönfließ)
- Dobrąg (Debrong)
- Gaj (Gayhof)
- Kierzbuń (Kirschbaum)
- Klimkowo (Klimkowo, 1938–1945 Klimkau)
- Klucznik (Klutznick, 1938–1945 Klausen)
- Kołaki (Kollacken, 1938–1945 Kallacken)
- Koronowo
- Kronówko (Klein Cronau)
- Krupoliny (Kroplainen)
- Lamkówko (Klein Lemkendorf)
- Leszno Małe (Klein Leschno, 1938–1945 Försterei Leschnau)
- Orzechówko
- Próle (Prohlen)
- Rejczuchy (Karolinenhof)
- Rycybałt (Rittebalde)
- Sapunki (Klein Sapuhnen)
- Sapuny (Sapuhnen)
- Studzianek (Kutzborn)
- Tęguty (Tengutten)
- Żarek (Neurode)

## Verkehr
Durch die Gemeinde und ihren Hauptort verläuft die – zum Teil bereits als Schnellstraße S 16 im Ausbau begriffene – Landesstraße 
 16, die von Grudziądz (Graudenz) über Olsztyn (Allenstein) zur Grenze nach Litauen führt. Von ihr zweigt in Barczewo die Woiwodschaftsstraße DW 595 nach Jeziorany (Seeburg) ab.
Bahnstationen an der PKP-Bahnlinie 353 Posen–Toruń–Olsztyn–Skandawa (–Tschernjachowsk) sind Łęgajny (Lengainen), Barczewo (Wartenburg i. Ostpr.) und Wipsowo (Wieps).
Der nächste größere internationale Flughafen ist Danzig.

## Persönlichkeiten
- Hermann Kickton (1847–1915), Bauingenieur; geboren in Lengainen
- Ulrich Fox (1937–2012), Heimatforscher – Bundesverdienstkreuz; geboren in Alt Wartenburg.